# Шевиньи-Сен-Совёр
Шевиньи́-Сен-Совёр (фр. Chevigny-Saint-Sauveur) — коммуна во Франции, находится в Бургундии. Департамент коммуны — Кот-д’Ор. Входит в состав кантона Дижон 2-й кантон. Округ коммуны — Дижон.
Код INSEE коммуны — 21171.

## Население
Население коммуны на 2010 год составляло 9969 человек.
| 1962 | 1968 | 1975 | 1982 | 1990 | 1999   | 2010 |
| ---- | ---- | ---- | ---- | ---- | ------ | ---- |
| 491  | 1412 | 5647 | 7137 | 8223 | 10 140 | 9969 |

## Экономика
В 2010 году среди 6785 человек трудоспособного возраста (15—64 лет) 4964 были экономически активными, 1821 — неактивными (показатель активности — 73,2 %, в 1999 году было 72,1 %). Из 4964 активных жителей работали 4503 человека (2256 мужчин и 2247 женщин), безработных было 461 (230 мужчин и 231 женщина). Среди 1821 неактивных 734 человека были учениками или студентами, 749 — пенсионерами, 338 были неактивными по другим причинам.